# Ковач Марія Якимівна
Марія Якимівна Ковач, у шлюбі Вербовенко (1898 — 12 квітня 1979, Вінниця) — українська циркова акторка, важкоатлетка. Перша українська чемпіонка світу з жіночої класичної боротьби. Титул виборола в 17 років.

## Життєпис
Марія Ковач народилася в 1898 році на Вінниччині у багатодітній сім'ї гніванського робітника-цукровара Якима Ковача. Самостійний заробіток почався дуже рано в заводській кравецькій майстерні спецодягу. У 1913 році в родині батько внаслідок аварії отримав інвалідність. Семеро дітей залишились без годувальника, і 15-річній Марійці довелося його замінити. Того голодного року де тільки не шукали заробітку подоляки. Марія подалася до родички в Одесу, сподіваючись у багатолюдному вантажному порту заробити трохи грошей. Реклама привела її до борцівського залу спортивного товариств «Уніон стар». Особисте знайомство з атлеткою Л. Кривошеєвою змінило її долю. «Боротися зможу хоч із чортом» — відказувала Марія. — «Там сім'я голодує, а я ще й рубля не послала». За рекомендацією подруги, яка професійно займалась важкою атлетикою, Марія поїхала до фахівців боротьби у Петербург.
Вродлива, фізично розвинута юнка справила неабияке враження на знавців жіночого спорту. Директор жіночого чемпіонату з класичної жіночої боротьби Алекс Мюллер запропонував обдарованій дівчині підписати контракт, в якому значилось «Я, Ковач Марія Якимівна, згідна виступати в цирках, театрах, садах, вар'єте, кінематографії і при потребі виїжджати з трупою до будь-якого кутка Російської імперії». Пропозиція контракту — 40 рублів щомісячно, була в той час фантастичною. Таких грошей її рідні ніколи не тримали в руках. Тоді, щоправда, вона й не могла замислитися, якою кабалою стане для неї цей договір, і які казкові прибутки принесуть цирковому ділку її сила та здібності.
Після невеликої й напруженої підготовки Марія Ковач починає успішно виступати на манежі петербурзького цирку. 15-річна атлетка, під іменем Лілі, яке дав їй Мюллер замість «надто простого» Марія, стала сенсацією та кумиркою публіки. Спортивний журнал «Геркулес» в одній із заміток 1914 року писав: «У цирку Мартиненка… великим успіхом користувалася приваблива Ковач, яка була непереможна й отримала перший приз за красу статури». Марія перемагала зірку манежів Кельт з Шотландії, болгарку Гловчеву, Василеско з Румунії.
У 1915 році в Києві за рекордної кількості глядачів перемагає чемпіонку світу з Ревеля Кармен Гіральді. В 17 років заволоділа чемпіонським титулом. Господареві цього було мало. Заради прибутків він вигадував найрізноманітніші силові трюки: Марія зубами гнула залізо, лягала на поміст, яким проїздив автомобіль, боролася одночасно проти чотирьох суперниць. Одного разу на рекламних щитах цирку Мюллера з'явилася афіша: «Вперше у світі! Небачений поєдинок! Юна дівчина проти андалузького бика!.. В ролі гладіатора виступає борець і красуня Ковач».
Але блискуча спортивна кар'єра була недовгою. Перша світова війна, листи з дому, вістки про поневіряння земляків дали зрозуміти, що її місце тепер не в цирку. Рішуче відмовивши А. Мюллеру виїхати за кордон, Марія Ковач повертається до рідних, які вже перебралися в Жмеринку. Записалася на короткотермінові курси сестер-жалібниць. Тут короткий час була знайома з майбутнім мікробіологом Данилом Заболотним, який також повернувся на рідне Поділля з Петербургу.
Впродовж 1916–1920 років Марія Ковач сумлінно виконувала обов'язки санітарки, сестри-жалібниці в Жмеринському лазареті для поранених, в санітарному поїзді № 2 Південно-Західного фронту, пізніше в Гніванському шпиталі. Ніхто не знав, що скромна санітарка — знаменита Марія Ковач. Хіба дивувалися, коли сама, без допомоги переносила поранених. У 1922 році М. Я. Ковач — сестра-жалібниця польового пересувного шпиталю 1-го кінного корпусу Червоного козацтва під командуванням Віталія Примакова.
Після громадянської війни спорту Марія Ковач вже не повернулася. У 1923 році вона одружилася з Олександром Вербовенком, поштовим службовцем. Чоловік загинув від сталінських репресій (реабілітований у 1958), Марія сама виховувала дочку й сина. Пережила фашистську окупацію. Мешкала у Гнівані, Дашеві, Вінниці. У Вінниці усе життя пропрацювала друкаркою.
Щоб вижити у голодні 1932-33 роки, продала усі свої золоті та срібні медалі й нагороди, залишивши на згадку тільки срібний годинник фірми «Омега».
Попри складну життєву долю, любов до спорту зберігала все життя. Серед чотирьох онуків саме онучку вчила техніці боротьби, в поважному віці досі могла виконувати вправу «міст». Довго залишалася міцною й енергійною, подібно до діда, який прожив 105 років, батька, який замолоду жартома піднімав двох дебелих чоловіків, сестри Л. Я. Тонкоголосенко, яка ще в 90-річному віці передавала сімейні документи та фотографії до вінницького краєзнавчого музею.
Марія Ковач померла 12 квітня 1979 року у Вінниці на 81 році життя.

## Матеріали про Марію Ковач
Чимало документальних матеріалів про життя Марії Ковач зберігається у Вінницькому краєзнавчому музеї та державному архіві Вінницької області. 
Свого часу окремі статті про неї вміщували «Спортивна газета» (1971 р., 20 лютого), «Молодь України» (1991 р., 14 травня), журнал «Україна» (1976 р., № 28). Неабияк долучилися до пропаганди її імені Л. Анохіна, В. Буданов, І. Конончук, Л. Лиса, К.Новофастівська, П. Суківський, Л. Шаміс та ін. Окремі згадки містяться в художньо-документальній повісті «Ранок повсталого Поділля» В. Вітковського (Одеса, 1988), у монографії вінницьких авторів «Історія виникнення й розвитку фізичної культури та спорту на Україні» (Вінниця, 1997), у фундаментальній колективній праці за редакцією І. Федоренка «Золоті сторінки олімпійського спорту України» (Київ, 2000).